# Canton de Mimizan
Le canton de Mimizan est une ancienne division administrative française située dans le département des Landes et la région Aquitaine. Il a été supprimé par le nouveau découpage cantonal entré en vigueur en 2015.
Mimizan est le bureau centralisateur du nouveau canton de la Côte d'Argent.

## Géographie
Le canton de Mimizan était organisé autour de Mimizan dans l'arrondissement de Mont-de-Marsan. Son altitude variait de 0 m (Mimizan) à 80 m (Mimizan) pour une altitude moyenne de 19 m.

## Représentation

### Conseillers généraux de 1833 à 1940
| Période        | Période                   | Identité               | Étiquette              | Qualité |
| -------------- | ------------------------- | ---------------------- | ---------------------- | --- |
| 1833           | 1839                      | Joseph Texoères        |                        | Notaire - Maire de Mimizan (1812-1832 et 1845-1848) |
| 1839           | 1848                      | Jean Lagofun           |                        | Huissier à Escource, conseiller d'arrondissement |
| 1848           | 1855                      | Fortis Adolphe Marrast |                        | Propriétaire à Mont-de-Marsan |
| 1855           | 1880                      | Jean Gaston            | Droite                 | Notaire et maire de Pontenx-les-Forges |
| 1880           | 1892 (décès)              | Jean Froustey          | Républicain            | Maire de Mimizan (1885-1888) |
| 1892           | 1910 (décès)              | Camille Delest         | Républicain            | Maire de Pontenx-les-Forges |
| 1910           | 1922                      | Edmond Froustey        | Rad.                   | Médecin-major, Pontenx-les-Forges |
| 1922           | 1941 (démission d'office) | Gustave Caliot         | Rad. puis RG           | Agent d'assurances Maire de Pontenx-les-Forges Révoqué par le Gouvernement de Vichy |
|                |                           |                        |                        | |
| 1943           | 1945                      | Roger Delest           | ex-PRS                 | Président de la délégation spéciale de Pontenx-les-Forges (1940-1944) Nommé conseiller départemental en 1943 |
|                |                           |                        |                        | |
| 1945           | 1966 (décès)              | Gustave Caliot         | Rad. puis RGR puis UNR | Agent d'assurances Maire de Pontenx-les-Forges |
| 2 octobre 1966 | 1973                      | Georges Cassagne       | RI                     | Médecin, conseiller municipal de Mimizan |
| 1973           | 1979                      | André Duport           | PS puis DVG            | Directeur d'école Adjoint au maire de Mimizan (1971-1989) |
| 1979           | 1985                      | Roger Duroure          | PS                     | Instituteur Conseiller régional (1973-1986) Député de 1973 à 1986 |
| 1985           | 1998                      | Robert Barsac          | RPR                    | Technicien en papeterie Maire de Mimizan (1983-1989) |
| 1998           | 2004                      | Jean Bourden           | PS                     | Chef d'entreprise Maire de Mimizan (1989-2008) |
| 2004           | 2015                      | Xavier Fortinon        | PS                     | Attaché territorial au Centre de gestion de la fonction publique des Landes Vice-président du Conseil général Président de la communauté de communes de Mimizan Conseiller municipal de Mimizan Élu en 2015 dans le canton de Côte d'Argent |

### Conseillers d'arrondissement (de 1833 à 1940)
| Période                                  | Période          | Identité                 | Étiquette    | Qualité |
| ---------------------------------------- | ---------------- | ------------------------ | ------------ | --- |
| 1833                                     | 1839             | Jean Lagofun             |              | Huissier, maire d'Escource                                                                                  |
|                                          |                  |                          |              | |
|                                          | 1882 (décès)     | André Delest (1829-1882) |              | Géomètre, maire de Pontenx                                                                                  |
|                                          |                  |                          |              | |
|                                          | 1887 (démission) | Jean Robineau            | Républicain  | Maire de Mézos                                                                                              |
|                                          |                  |                          |              | |
| 1889                                     |                  | Paul Sargos              | Conservateur | Industriel à Aureilhan                                                                                      |
| 1907                                     | 1919             | Jean-Arnaud Serris       | Républicain  | Maire de Saint-Paul-en-Born                                                                                 |
| 1919                                     | 1922 (décès)     | Bernard-Henri Dupouy     | Conservateur | Résinier, conseiller municipal de Mimizan                                                                   |
| 1922                                     | 1937             | Gérard Cessacq           | RG           | Sellier, adjoint au maire de Pontenx                                                                        |
| 1937                                     | 1940             | M. Laviolle              | SFIO         | |
| 1940                                     |                  |                          |              | Les conseils d'arrondissement ont été suspendus par la loi du 12 octobre 1940 et n'ont jamais été réactivés |
| Les données manquantes sont à compléter. |                  |                          |              | |

## Composition
Le canton de Mimizan groupait six communes et comptait 11 315 habitants (population municipale au 1er janvier 2010).
| Communes           | Population (2012) | Code postal | Code Insee |
| ------------------ | ----------------- | ----------- | ---------- |
| Aureilhan          | 946               | 40200       | 40019      |
| Bias               | 765               | 40170       | 40043      |
| Mézos              | 854               | 40170       | 40182      |
| Mimizan            | 7 069             | 40200       | 40184      |
| Pontenx-les-Forges | 1 467             | 40200       | 40229      |
| Saint-Paul-en-Born | 817               | 40200       | 40278      |

## Démographie
| 1962  | 1968  | 1975   | 1982   | 1990   | 1999   | 2006   | 2010   | - |
| ----- | ----- | ------ | ------ | ------ | ------ | ------ | ------ | - |
| 7 976 | 9 890 | 10 952 | 10 770 | 10 363 | 10 519 | 11 075 | 11 918 | - |